# 発泡プラスチック
発泡プラスチック（はっぽうプラスチック、英：Foamed plastics）は、合成樹脂中にガスを細かく分散させ、発泡状（フォーム）または多孔質形状に成形されたものを指し、固体である合成樹脂と気体の不均一分散系とも定義できる。基本的にどの合成樹脂も発泡成形させることは可能だが、実際には成形性や性能および価格が影響し、実用化されている種類はある程度限られている。
別な用語では、プラスチックフォーム（英：Plastic foam）、セルラープラスチックス（英：Cellular plastics）、プラスチック発泡体、合成樹脂フォーム、合成樹脂発泡体、樹脂発泡体、海綿状プラスチック、発泡合成樹脂などもある。合成樹脂に限定しなければ、高分子発泡体（こうぶんしはっぽうたい）とも呼ばれる。特に気泡が小さいものを「マイクロセルプラスチック、マイクロセルプラスチックフォーム」とも呼ぶ。

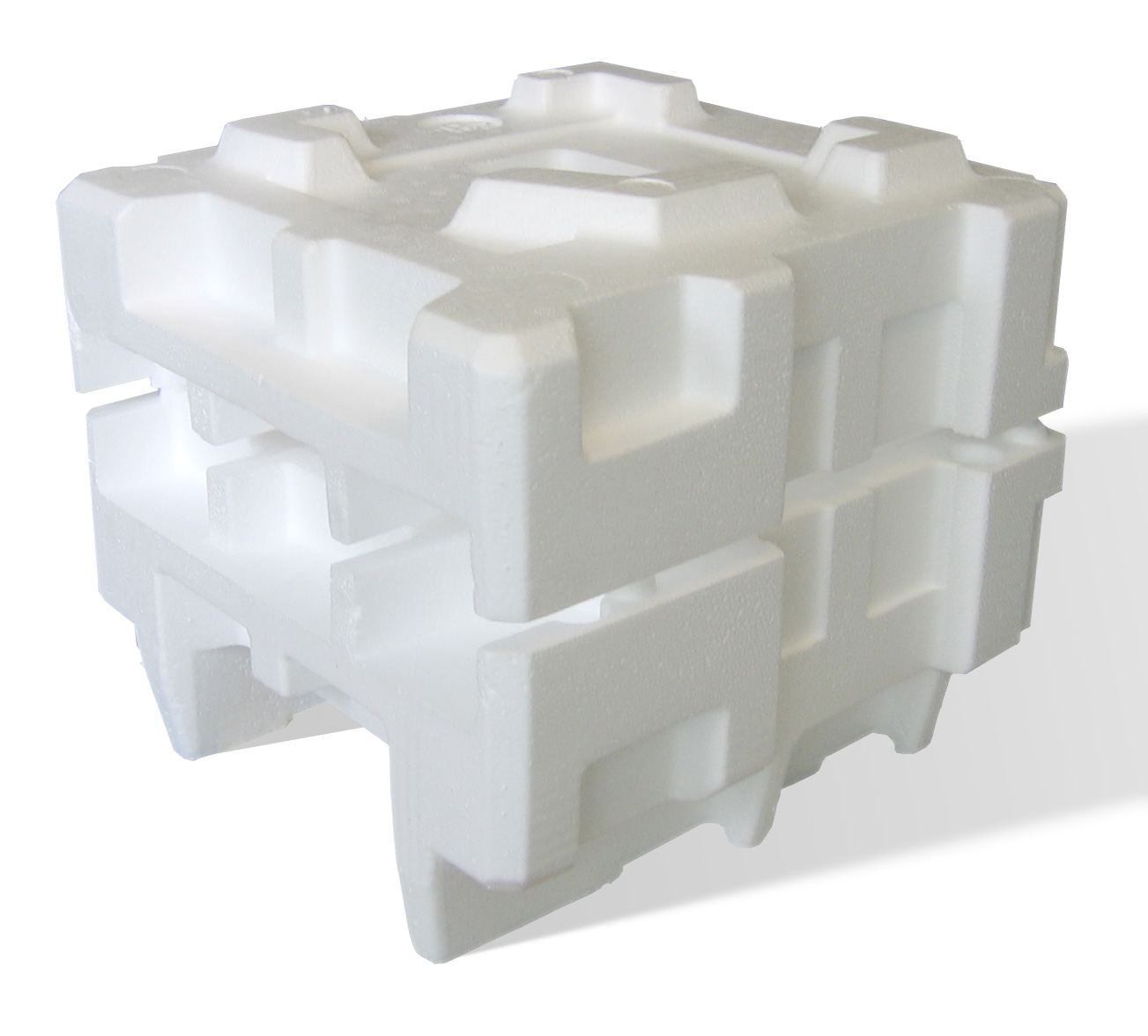
発泡プラスチックの代表例。発泡スチロール (EPS)

## 特徴
基本的には原料である合成樹脂の特性を引き継いでいるが、泡を含まない合成樹脂成形品（「ソリッド」と呼ばれる）と比較すると柔らかくなり、緩衝性や可撓性に優れる。その反面硬さがもたらす強度など機械的性質や耐久性・耐候性には劣る。空隙を含むことから高い浮力を示すほどに軽量でありかつ断熱効果を持つが、一方で可燃性はソリッドよりも高まり耐熱性も下がる。誘電率は低下し、発泡体はソリッドに比べて電気絶縁性に優れる。また、気泡が光を乱反射させるために透明な成形品は得られない。
ソリッドと比較して同じ質量が何倍の体積となったか、すなわち見掛け密度を発泡前の合成樹脂の密度で割った値を発泡倍率と言い、値が高いほどソリッドと異なる性質を際立たせる。また、広義には発泡倍率10倍以下、実際に製造されているものでは2倍前後のものを「低発泡成形品」と呼び、低いものほどソリッドに性質が似てくる。
気泡の形状も性質を特徴づける。各気泡がおのおの個別に封じられているものは「独立気泡型」（独立・密閉）と呼ばれ、適度な弾性を持ち寸法維持性が高い。それに対し気泡が繋がっているものは「連続気泡型」（連通・開放）と呼ばれ、より柔らかい性質を持つ。ろ過分離やフィルター用途に用いられる場合はこの連続気泡型が使用される。製造時にフォーム内で発生する気体の量および圧力と、合成樹脂の反応・固化が進展するにつれ増加する粘性とのバランスによって、気泡の形状が決まる。気体量や圧力が高ければ連続気泡型となり、逆に粘度上昇が充分速く進み気泡壁が強度を持つと独立気泡型となる。これらは基本的に原料の選定によって決まるが、独立気泡フォームを圧縮して潰し連続気泡とする方法もある。
このような長所を特徴づけたり短所を低減させたりするため、様々な改良が行われる。軽量化は発泡倍率が関わるが、膨張後の形態を保持するための技術が開発され、200倍発泡なども製品化されている。機械的性質や耐熱性の向上には、フィラー類の添加やエンジニアリングプラスチックなどとのアロイ化などのほか、後加工による複合化が行われてきたが、リサイクルを阻害しないよう単一の合成樹脂そのものを高分子化や結晶化・架橋化させる手段も取られている。成形性を維持しつつ難燃剤や帯電防止剤などの材料を原料にコンパウンドすることにより、特定の機能を付加することもできる。

## 歴史
自然界の高分子発泡体としては軽石が、また発泡体ではないが高分子と気体の不均一分散系としてはスポンジがあり、これらは古くから浴用や化粧・洗浄用また研磨用などに使われていた。人工的に製造された最初の高分子発泡体はゴムであり、重炭酸ナトリウムを練りこんで加硫させる際の熱で発泡を起こしたもので、大正時代の日本では人力車のタイヤなどに使われた。
その後、ラテックスに石鹸を加えて泡立て、それを固めるダンロップ法が確立され、用途が広がった。第二次世界大戦以後はクッションやカーペットの裏打ちなど生活用品での採用も拡大した。さらに合成樹脂の発泡技術が上がり、ウレタンフォームや発泡スチロールなどの安価かつ使い勝手の良い製品が上市され、包装・建築・緩衝用など幅広い分野で採用されるようになった。

## 使用される主な合成樹脂

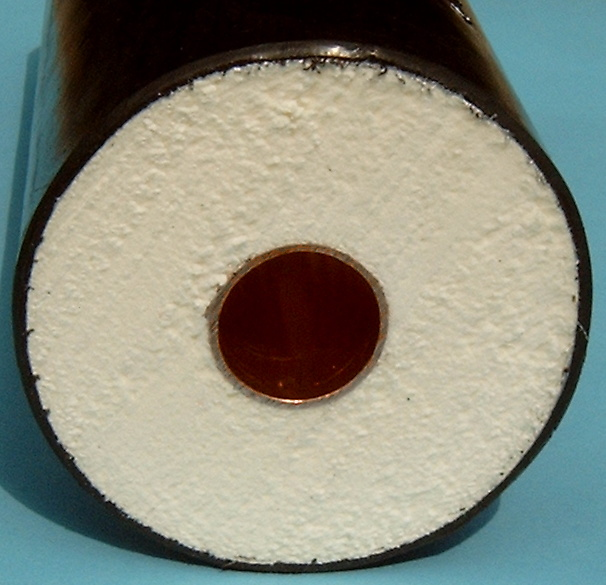
保温性の配管に用いられているポリウレタンフォームの例（白色部分）。内管は銅、外面の黒い被覆はポリエチレン。内径28mm、外径90mm。

幅広い用途で使用されているが主な原料合成樹脂は、ポリウレタン (PUR)、ポリスチレン (PS)、ポリオレフィン（主にポリエチレン (PE)やポリプロピレン (PP)）であり、これらは「三大発泡プラスチック」と呼ばれる。この他にも、フェノール樹脂 (PF)、ポリ塩化ビニル (PVC)、ユリア樹脂 (UF)、シリコーン (SI)、ポリイミド (PI)、メラミン樹脂 (MF)などもそれぞれの特性を生かした用途において発泡化され用いられている。

## 気相発生方法による製法分類
合成樹脂を発泡させる気相を得る方法は主に、化学反応を利用する方法（化学反応ガス活用法）、沸点が低い溶剤を用いる方法（低沸点溶剤活用法）、空気を混入させる方法（機械的混入法）、含ませた溶剤を除去する過程で空隙を作る方法（溶剤除去法）などがある。
化学反応ガス活用法には、PURなどで用いられる重合時に発生する炭酸ガスを用いる手法と、PEなどで利用される発泡剤が熱分解反応時に発生する炭酸ガスや窒素ガスを利用する手法がある。幅広い発泡倍率を選択できる。また、これら化学反応は概して発熱反応であるため、反応熱を利用することもできる。
低沸点溶剤活用法では、低級アルカンや塩フッ化アルカンなどを含有させ、成形時の加熱や反応熱または圧力開放を利用して溶剤を気化させることで発泡させる。硬質PURや押出成形PSなどで用いられる。また化学反応ガス活用法と併用する場合も多く、発泡倍率の選択幅も広い。塩フッ化アルカンには過去クロロフルオロカーボンが多用されていたが、環境への配慮からオゾン層破壊係数が低い原料への転換が行われている。
機械的混入法は、重合前のオリゴマーや加熱溶融させたポリマーなど流動状態の材料に空気や窒素ガスなどを吹き込み、機械的に混合または混練させて成形する。主にゴムやエラストマー類、または押出成形品などで用いられる。
溶剤除去法では、PFなど重合時に使用する溶剤を反応硬化後に除去し、多孔質を形成する。除去法は加熱蒸発または水に浸漬する手段などがある。微細な孔が成形できるため、人工皮革などを製造する際に用いられる。

## 高分子の状態による製法分類
成形法には、発泡時の高分子材料がどのような状態にあるかによって区分する分類もある。低分子量のオリゴマーなど液状の高分子を注型する際に発泡させる場合は「注型発泡成形法」、加熱などにより流動性を持った状態での発泡は「溶融発泡成形法」、固体またはそれに準じる状態での発泡は「固相発泡成形法」と言う。これらの成形において、発泡させる際の合成樹脂の粘性および表面張力（または界面張力）が成形に影響を及ぼす。

### 注型発泡成形法
注型発泡成形は、モノマーやオリゴマーなど液体原料の固化と気泡生成が同時並行で進行する。その過程は、重合反応によって生じるガスや発泡剤などを利用したり機械的に攪拌して気体を吹き込むなどの手段を用いて、液体中に気体が過飽和した状態を経て発生する泡によって原料が乳化し気液不均一系となり、重合が進むにつれ分子量が高まりゲル化を経て気固不均一系へと変化する。しかし、固体部分が可塑性を持つ間は全体の膨張が続き、やがて気体の膨脹圧力と合成樹脂の気泡膜強度が均衡する段階となって発泡が完了する。
この成形法では、界面活性剤が大きな役割を果たす。泡が発生し始める「クリームタイム」の際に液体を攪拌するが、この攪拌エネルギーは表面張力と比例するため、界面活性剤が介在すると少ない運動量で泡の細分化と均一化が図られる。また、発泡が進行し気泡壁が引き伸ばされる過程においても、表面張力が低い状態であれば泡の崩壊が起こりにくい。
注型発泡成形は原料が液状の合成樹脂で用いられ、PUR、レゾール型またはベンジリックエーテル型PF、UF、MF、付加型または縮合型SI、液状オリゴマーを原料とするエポキシ樹脂、不飽和ポリエステルなどが相当する。PURの場合は原料であるイソシアネート類やポリオールに加え、発泡剤としては水やハロゲン化炭化水素など、界面活性剤としてはシリコーン系材料が用いられる。
成形方法は多様にある。以下、若干の例を示す。
- モールディング発泡：金型内で反応・発泡させる。
- ブロック発泡（スラブ発泡）：紙などの上で自由発泡させる。
- 連続ラミネート発泡：二枚の紙や板などの間に注入し、連続的に発泡させサンドウィッチ状の製品を得る。
- 注入発泡：冷蔵庫の外殻内側など、部品の空隙に注入して反応・発泡させる。
- スプレー発泡：建設現場などで、吹きつけながら反応・発泡させる。これには専用の現場発泡機がある。また、備蓄石油の蒸発を防ぐために表面に浮かせるシンタクチック発泡体（syntactic foam）やマイクロバルーンなども、この方法で発泡させたUFやMFが使われる。

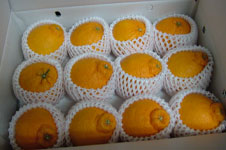
果物包装用キャップは主に溶融発泡成形法PE製発泡プラスチック

### 溶融発泡成形法
加熱溶融させた合成樹脂に気泡を生成させる溶融発泡成形法は、発泡剤を混練した原料を改めて発泡させながら成形する方法（二段法）と、ガスを押出機に吹き込みながら連続成形する方法（一段法）などがある。前者の発泡工程も、炉での加熱や金型内部での加熱加圧する方法などがある。
この成形法では、材料である合成樹脂が持つ粘度変化の温度依存性が大きく関わる。熱可塑性樹脂は一般に溶融状態から温度を下げると粘度が高まるが、非晶性PSのようにこの曲線が緩やかなものは形成された気泡壁が安定する。それに対しポリオレフィンは急激に粘度が変化する性質を持つため、高分子を架橋させる必要がある。架橋の化学的手段では、分解開始温度（ラジカル発生開始温度）が合成樹脂の融点よりも高く分解温度よりも低い有機過酸化物（ジクミルパーオキシドなど）が用いられる。物理的手段では、電子線を放射して水素を発生させながら架橋する。また、アルカン類など吸熱反応を伴う揮発性発泡剤を用いて発泡時の樹脂温度を低く抑え粘度上昇を図る手段や、PEなどでは酢酸ビニルとの共重合材料を用いて粘弾性曲線を緩やかにする方法もある。実際の成形では、これらの対策が複合的に用いられる。
溶融発泡成形法は、PEやPPの発泡成形や押出PS・PVCなど、またシートPPやPS（PSペーパー）などの製造にて採用される。エンジニアリングプラスチックでも変性ポリフェニレンエーテルやポリアミドの発泡品がある。発泡剤には熱分解性（アゾジカルボンアミド、ジニトロソペンタメチレンテトラミンなど）や揮発性（ブタン・ペンタンなどの低級アルカン、ハロゲン化炭化水素、炭酸ガス、窒素ガスなど）が用いられる。その他の材料では、金属酸化物や尿素系などの発泡助剤（核剤）、架橋促進剤や気泡調整剤、改質のための充填剤や難燃剤などが使われる。
一段法では、一般に2台の押出機を直列に繋いだ設備が用いられる。1台目の押出機では原材料を溶融させ、シリンダーの中間部分から物理的発泡剤を投入し混合する。ここでは高混練を行うため押出機の運転条件は高温で樹脂を押し出すよう設定される。それに対して2台目は、圧力を上げながら温度を下げつつ均一化し、実際に押し出す。そのため、この2台目は大口径の機械と狭いスクリュー山幅の設備を使い、低速で運転される。

### 固相発泡成形法
固相発泡成形法は、合成樹脂が固相または水蒸気などで若干加熱した固相に近い状態で発泡させる。あらかじめ合成樹脂と発泡剤および発泡助剤などから予備発泡ビーズを製造し、これを型に投入して内部で発泡（熟成）させる方法から、ビーズ法とも呼ばれる。PSビーズ法を例に取ればビーズには二種類の製法があり、スチレンモノマー・重合触媒・発泡剤などを水中で懸濁重合させる一段法と、含浸槽を使いPSポリマーに発泡剤を含ませる二段法（重合＋含浸）が行われている。ガス透過性が高いポリオレフィンのビーズ製造条件には細やかな温度管理が必要となるが、工程改良が進み可能となった。
固相発泡成形法に適応する合成樹脂は、前述のPSやポリオレフィン以外にも、ポリ塩化ビニリデンがある。なお、本方法では圧倒的にPS使用量が多いため、一般に「ビーズ法」と言えばPSを用いたものを指す。

## 低発泡異型押出
一般に合成木材と呼ばれる発泡倍率1.4 - 2.0倍程度は、気泡部分が現れず平滑な表面状態に仕上げるための工夫が施される。主原料はPS、PVC、PEあるいはABS樹脂が用いられ、アゾジカルボン酸アミドを発泡剤に、酢酸亜鉛や金属石鹸またはタルク類を発泡助剤に使用する。成形は溶融発泡成形法の一段法に準拠するが、押出しダイを通して自由発泡させた後にサイジングを施す方法（フリー発泡法）と、特殊な押出しダイを用いて表面を先に固化させる方法（セルカプロセス、セルカ発泡法）がある。
フリー発泡法に用いる押出しダイは、流路断面の変化は緩やかに、ランド部は極端に短くしてクロムめっきする必要がある。これは流路断面積が急激に変動するような設計だと局部的にガス部分の発泡が起こり、表面の荒れや気泡の破壊が起こるためである。この押出しダイを通して吐出発泡が始まった合成樹脂を、20 -150mm離したサイジングダイに通し冷却する。これにより外側が固定された中で内部のみで発泡が続き、表面が平滑で寸法が定まった成形品が連続的に得られる。
フランスのユージンクルマーン社が開発したセルカプロセスは、中にマンドレル（芯金）を持つダイを用いて中空状に押出し、ダイ出口と同形の冷却サイジングを通過させていち早く表面を固化させる。これにより発泡がもたらす膨張は中空で押出された合成樹脂の内側のみに向かい、やはり表面が滑らかな成形品を連続して得ることができる。

## 物性

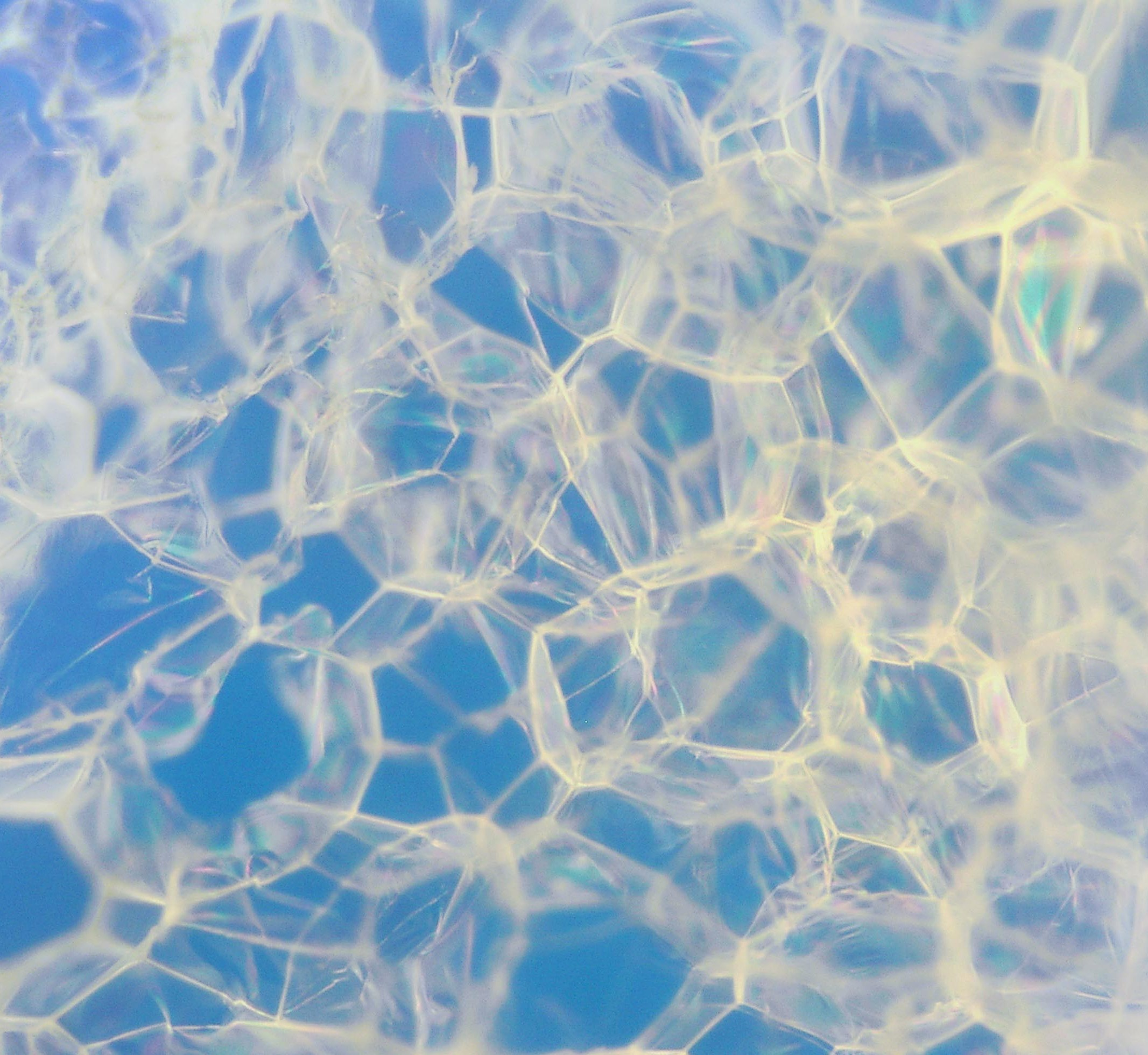
EPSの気泡拡大図

### 気泡の構造
気泡（細胞とも言う）と隔膜の構造は、物性に大きな影響を与える。気泡が隔膜で完全に区切られている場合は反発力を持つ硬い構造となり、浮力や断熱に向いた性質を帯びる。気泡が繋がっている場合は空気や液体を通し、また柔らかい肌触りとなる。同じ発泡倍率下で気泡が小さくなると隔膜は薄くなる。また熱可塑性樹脂を発泡させると、全体の強度や接触面積の増加から耐薬品性は低下するが、隔膜を微視的に見ると二軸延伸効果から弾性や柔軟性および耐寒性は高まる。独立気泡と連続気泡の比率は、エアーピクノメーター法（空気比較式比重計）で計測される。
内部で気泡がどのように分散しているかについては、いくつかの理論が提唱されている。発泡剤がランダム分布し、その幾つかが結びついて気泡を形成する仮説から誘導される理論では、気泡の大きさはポアソン分布に従うと考えられ、一つの気泡が有限な{\displaystyle n}個の発泡剤から作られる確率{\displaystyle P(n)}は、
{\displaystyle P(n)={\frac {{\bar {n}}^{n}}{n!}}e^{-n}}
ただし、
- {\displaystyle {e}} は、ネイピア数 ({\displaystyle {e}} = 2.71828...)、
- {\displaystyle {n!}} は、{\displaystyle {n}} の階乗、
- {\displaystyle {\bar {n}}} は、{\displaystyle {n}} の算術平均。

と定義される。ここで{\displaystyle n}はかなり大きな数となるため、上式は標準偏差が{\displaystyle {\bar {n}}}の正規分布と近似させ、
{\displaystyle P(n)={\frac {1}{\sqrt {2\pi {\bar {n}}}}}e^{-{\frac {(n-{\bar {n}})^{2}}{2{\bar {n}}}}dn}}
と表すことができる。さらに気泡を半径{\displaystyle r}の球と仮定し上式から、
{\displaystyle P(r)={\frac {{\sqrt {6}}r^{2}}{\sqrt {r^{3}}}}e^{-{\frac {2\pi (r^{3}-{\bar {r}}^{3})^{2}}{3{\bar {r}}}}dr}}
という気泡半径の確率式を導いている。
気泡の形状については観察の結果から、界面化学にて安定しているとされる五角形の面が12枚集まった十二面体であるという説で固まっている。

### 機械的性質
独立気泡型の機械的性質は、圧縮応力（圧縮強さ）{\displaystyle S_{f}}と圧縮弾性率{\displaystyle E_{f}}で示される。
{\displaystyle S_{f}={\frac {\pi ^{2}kE_{s}}{6(1-V_{s})^{2}}}{\frac {\alpha }{(\alpha -1)^{3}}}}
{\displaystyle E_{f}=E_{s}\left\{1-(1-{\frac {d_{f}}{d_{s}}})^{2/3}\right\rbrace }
ただし、
- {\displaystyle {k}} は、境界条件と平板の形状に関する定数、{\displaystyle {8\leq k\leq 16}}、
- {\displaystyle {E_{s}}} は、ポリマーの弾性率、
- {\displaystyle {V_{s}}} は、ポリマーの体積、
- {\displaystyle {\alpha }} は、無次元パラメータ、{\displaystyle \alpha =(1-d_{r}/d_{s})^{-1/3}}、
- {\displaystyle {d_{f}}} は、フォームの密度、
- {\displaystyle {d_{s}}} は、ポリマーの密度。

圧縮応力は発泡率にほぼ反比例する。その一方で弾力性に富むようになり、PSなど本来は硬い合成樹脂でも隔膜が薄くなるよう発泡させると弾力を持つ。ポリウレタンフォームでは荷重と変形のヒステリシス・ループ面積が大きく、衝撃緩衝材に適した性質を示す。

### 熱的性質
断熱性を理論づけるには、粉体形モデルと多泡形モデルがある。粉体形モデルとは気体の周囲六面を固体が覆う単位を想定し、多泡形モデルはその逆に固体の周囲を気体が取り囲んでいる状態を単位として見る。以下に多泡形モデルの熱伝導率（近似値）を示す。
{\displaystyle {\frac {1}{\lambda _{r}}}={\frac {1-V^{1/3}}{\lambda _{s}}}+{\frac {V^{1/3}}{\lambda _{s}(1-V^{2/3})+\lambda _{g}V^{2/3}}}}
ただし、
- {\displaystyle {\lambda _{r}}} は、フォームの熱伝導率、
- {\displaystyle {V}} は、気体の体積分率（気孔率）、
- {\displaystyle {\lambda _{s}}} は、ポリマーの熱伝導率、
- {\displaystyle {\lambda _{g}}} は、気体の熱伝導率。

発泡体とソリッドの断熱性比較は、通過熱量{\displaystyle {q}}の比較で検証される。
{\displaystyle q=\lambda {\frac {\triangle \theta }{l}}St}
ただし、
- {\displaystyle {\lambda }} は、熱伝導率、
- {\displaystyle {\triangle \theta }} は、両面温度差、
- {\displaystyle {l}} は、肉厚、
- {\displaystyle {S}} は、面積、
- {\displaystyle {t}} は、時間。

比熱{\displaystyle {C_{f}}}は、加成性が成り立つ事から以下のように定義できる。
{\displaystyle {C_{f}}={\frac {m_{s}C_{s}+m_{g}C_{g}}{m_{s}+m_{g}}}}
ただし、
- {\displaystyle {m_{s}}} は、ポリマーの質量、
- {\displaystyle {C_{s}}} は、ポリマーの比熱、
- {\displaystyle {m_{g}}} は、気体の質量、
- {\displaystyle {C_{g}}} は、気体の比熱。

発泡倍率が低いフォームは単位重量を占める気体の質量{\displaystyle {m_{g}}}が非常に小さいため、合成樹脂の比熱をそのまま当てはめられる。

### 電気的性質
合成樹脂は電気絶縁性に優れるが、フォーム化することでインピーダンスが改良され、誘電率を下げられる。誘電率{\displaystyle {\epsilon _{r}}}は気体の体積分率（気孔率）{\displaystyle {V}}の関数で定義できる。
{\displaystyle {\epsilon _{f}}={\frac {\alpha \epsilon _{s}(1-V)+(2V-1)}{\epsilon _{s}(2+V)+(1-V)}}\epsilon _{s}}
ただし、
- {\displaystyle {\epsilon _{s}}} は、ポリマーの誘電率。

フォームの誘電率には、気体の種類はほとんど影響しない。

## 軟質ポリウレタンフォーム

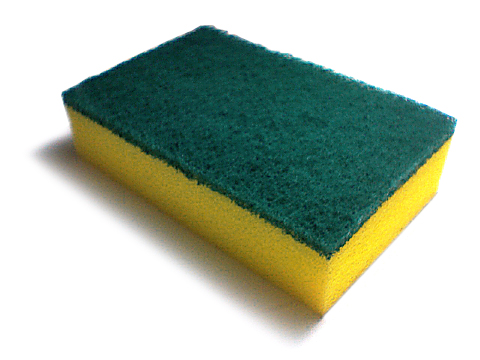
身近な軟質ポリウレタンフォームの例、スポンジ

連続気泡型で柔らかい軟質ポリウレタンフォーム（軟質PUF）は、開放状態の気泡を持ち、圧縮に対して極めて柔らかく、また復元性を持つ。 一般的な発泡倍率は10 - 60倍、見掛けの密度は16 - 100kg/m³。第二次世界大戦後にアメリカでPURへの関心が深まり、フォームの研究が盛んになった。1957年頃にはポリエーテルの実用化がポリウレタンフォームのコストダウンを実現し、用途が急速に拡大した。1958年にデュポンがフロンガス発泡法を確立したが、後の技術開発によって脱フロンが実現している。
原材料
ポリウレタンフォームは、大きくポリエーテル系とポリエステル系に区分できる。ポリエーテル系は化学構造がランダムで、弾性に優れ、加水分解性が低く、コストが低い。ポリエステル系は極性カルボニル基や水素結合の量が多く、気泡径の調整が容易で、機械的性質や耐薬品性などに優れる特徴を持つが、加水分解を起こしやすい。
ポリエーテル系フォームの原料は、トリレンジイソシアネート(TDI)-80と分子量3000のポリエーテルポリオールが標準的に使用される。フォームの弾性を上げるにはイソシアネートに変性TDIやTDI／ポリメリックMDI（クルードMDI）混合物などを併用し、ポリオールも分子量の高いタイプやグラフト・共重合ポリオールまたはポリマーフィラー分散ポリオールなどを併用しつつ、架橋剤の選択なども工夫が施される。これにより、ボールリバウンド率50%以上の弾性フォームを得ることも可能となる。密度を高めるにはイソシアネート・ポリオールの選定以外にフィラーを加える手法もあり、逆にソフトさを追求して密度を下げるには発泡助剤の使用などが挙げられる。ポリエステル系フォームは、TDI-80、TDI-65、分岐ポリエステルポリオールなどの原料を用いる。添加剤としては、気泡を整えるシリコーン、触媒類、また着色用染料・顔料や難燃剤、強化フィラーなどを用いる場合がある。
発泡には水と発泡助剤が使用される。開発当初は発泡時の内部温度を低減しスコーチ（部分焼け）を防ぐ効果からトリクロロフルオロメタン（フロン-11）が補助的に使用されていたが1995年を最後に使用が禁止され、またこれに代わった塩化メチレンも使われなくなり、不燃性を持つ低沸点の化合物の利用と空気冷却など製造工程での工夫が施され、フロン類の全廃が完了している。
製法・性能・用途
注型発泡成形法のうち、発泡製造体（スラブ）を後加工するブロック法と型内で発泡成形するモールディング法が用いられる。ブロック法は工程紙上にミックスした原料を吐出して自由発泡させ、幅1-2m高さ0.3-1mの断面を持つ角状またはカマボコ状の塊状フォームを短尺では2m程のブロックを、連続的には60m程度の長い発泡品を製造する。これには、二次加工時のロスを減らすために、上面に生じる冠状の表面荒れ低減や一定の断面形状を得るよう様々なプロセスの工夫が為されている。裁断やプレス成形など二次加工を前提とするブロック製のラブフォームは弾性やクッション性などの柔らかさ、また濾過性や吸音性などを特徴とする。家具・寝具類またはスピーカー・ヘッドフォンなどのクッションやマット、衣類関連のパッドやインソール類、家電機器や産業機器類の吸音・断熱材またはフィルターなど、また農業分野の水耕マットや培地など、広い範囲で使用される。
型の中で発泡させるため形状が複雑な製品を高い寸法精度で大量に生産できるモールディング法は、キュア工程の温度によってホットキュアとコールドキュアに分けられる。ホットキュアは150 - 300℃で5 - 15分ほどプレキュアを行い金型温度25 - 50℃程度のアルミキャストで成形する。金型に多数のベントホールを設ける必要があるが、型抜き後のクラッシング（冷却後の収縮を避けたり、独立気泡を連続気泡化するためにローラーなどで圧縮する工程）を必要としない。コールドキュアのプレキュアは80 - 110℃と低く時間も5分以下に設定可能な上に、金型のベントホールも少なくできる。しかし金型のクランプは高くしなければならず、クラッシング工程も必要になる。モールディング法フォームは弾性に優れ、硬度／密度比が大きい特徴を持つ。製造時に複数の原料を注入できる設備では、フォームの特定部位の硬度を変えることも可能となる。またファブリックなど表皮カバーを一体成形をする製法もある。用途は乗り物のシートや自転車のサドルなど、また家具のクッション類、枕などに利用される。

## 硬質ポリウレタンフォーム

三量化反応でイソシアヌレート環を生成する。

硬質用ポリオールを用いたPURを独立気泡で発泡成形すると、硬質ポリウレタンフォーム（硬質PUF）が得られる。PUFの定義は旧JIS K-6900では「圧縮強さが極めて大きく、変形させると応力を外してもほとんど戻らない」と曖昧な定義に留まっているが、ISO(TC61/WG10 [France-28] 205)では「50%圧縮後開放し、厚みの減少率が10%以上」と定められている。独立気泡の硬いフォーム構造をもったものは、最も高い断熱性を持っている。軟質ポリウレタンフォーム同様に研究開発が進む中、1958年にはHoudry社が開発した触媒を用いてワンショット法が実用化され、市場が大きく開けた。
原材料
硬質用ポリオールは、ポリエーテル系ではエチレンオキシドやプロピレンオキシドを付加重合し官能基数3-8・当量70-200とした多価アルコールや多価アミンなどを使用する。これにより、架橋密度とハードセグメント比率を高めた硬質のウレタンが得られる。硬化開始剤にはペンタエリスリトール、ソルビトール、スクロース、エチレンジアミン、トリエチレンジアミン、芳香族ジアミンなどから選択される。ポリエステル系ポリオールは、廃ポリエチレンテレフタレートを開始剤に用いる芳香族ポリオールがあり、難燃化が容易で安価な点が特徴である。
イソシアネートの選択は、現場スプレー発泡では成形時の粘性が高く蒸気圧が低いポリメリックMDI（クルードMDI）が使用され、モールディング発泡やブロック発泡では流動性を重視しTDIプレポリマーが使われる。また、ポリメリックMDIを触媒で三量化反応させたイソシアヌレート環を使用したPUFは特に「ポリイソシアヌレートフォーム」(PIRF) と呼ばれ、耐熱性や難燃性が高い。
触媒は第3級アミンに、スプレー発泡では反応を早めるために有機銀触媒が加えられる。発泡剤は過去、断熱性能を高めるフロン-11やジクロロフルオロメタン（フロン-12）が広く使用されていたが、1995年の使用禁止令以降は代替フロン（フロン-22、HCFC-141b（1,1-ジクロロ-1-フルオロエタン）など）に転換され、さらに2000年代にはHCFC245faとHCFC365mfcの混合フロンやシクロペンタンなどへ変更された。水による発泡は併用する形で用いられていたが、実用化に向けた研究途上にある。
その他の添加物では、気泡の微細化や均一化また安定させるためにジメチルポリシロキサン系シリコーンオイルを整泡剤として使用したり、難燃性を付与するためハロゲン化燐酸エステル類や三酸化アンチモンまたは水酸化アルミニウムを加える場合もある。
製法・性能・用途
硬質PURフォームは注型発泡成形法の様々な手法が用いられる。その際、全原料を一度に混合発泡させるワンショット法と、イソシアネートを除いた原料だけをすべて混合させた液体（R液）とイソシアネート（T液）を別々に準備し、それらを合わせて混合発泡させるプレミックス法があり、原料選択や設備などが異なる。また、工場内で製造するケースと現場にて発泡させるケースでも区分される。
工場内で行うブロック法やモールディング法は軟質PURフォームの製造法に準じるが、クラッシング工程は無い。モールド法では比較的緻密なスキン層が形成されるため、金属部品などのインサート成形が可能となり、耐水性も向上する。家具・インテリアの芯材など多様に利用される。高密度のフォームは木肌に近い質感があり、さらにガラス長繊維で強化されたフォームは材木に匹敵する機械強度を持つため、耐腐食目的の構造材料として、船舶やタンク類または軽量で断熱性を持つ構造材として輸送・住宅・スポーツ用品などにも採用される。
連続ラミネート発泡は2枚の表面材の間に原料を注入して発泡させると同時に自己接着させ、サンドイッチ状の製品を一気に得られる。サイディングボードや断熱パネルなど建材分野での大量生産に向いている。注入発泡は箱状の空隙内で発泡させる点で原理的には同様だが、箱の強度がフォームの発泡圧力に耐えられるものまたはプレス・型枠などの治具で補助しなければならない。工場内で行うスプレー発泡は抑え治具が不要で曲面などへのフォーム定着に優れるが、層の厚み制御や表面の仕上げが難しく、原液飛散ロスや作業環境の維持にコストがかかる所など問題点が多い。そのため、バスタブなど限定的な採用に留まる。新幹線車両の床下などは気密性と断熱性を高めるためPIRFが注入またはスプレー発泡にて使用されている。
現場発泡は硬質PURフォームの利点を最も発揮できる方法であり、同じく現場発泡が可能なPFやUFなどと比較しても相手材を選ばない接着力や強度に勝り、ほぼ独占的に採用されている。作業性にも優れ、外気温が変動する季節要因への対応が易しく、また装置が簡素である。建設現場などで見られるスプレー発泡は、短い工期で広い面積の断熱層を簡易に形成できる手段として、ビルや大型冷蔵・冷凍倉庫または石油タンクなどの建設に採用される。ただし、気象条件や吹きつける対象の表面状態への対応、および均一で表面が整った層を形成するには熟練作業者の技術に負うところが大きい。
現場での注入発泡にはコンベンショナル法（ノンフロス法）とフロス法がある。原料を発泡前の液状で注入するコンベンショナル法は小規模な作業や地盤改良用グラウド注入に向くが、発泡圧が大きく、注入回数を多くしなければならず工期が長引く。フロス法は現場にて注入前に一次発泡剤を加える手間がかかるが、発泡圧が小さく泡の伸びも良いことから、船舶や化学プラントなどの大規模な断熱施工に向く。

## ポリスチレンフォーム
ポリスチレンフォーム（PSフォーム）は、1930年代にスウェーデンで研究が始まり、1943年にダウ・ケミカルが溶融発泡の押出発泡成形したスチロールボード(Extruded Polystyrene - XPS)を、1951年にドイツのBASFが固相発泡のビーズ法発泡ポリスチレン(Expandable Polystyrene Beads - EPS)を発明した。1960年代には押出発泡法の改良が進み、1961年には0.5mm程度の厚さを持つシート成形が可能となり「ポリスチレンペーパー」（または「発泡ポリスチレンシート」、Polystylene paper - PSP）が初めて上市された。標準的な発泡倍率は、XPSおよびEPSで50-100倍、PSPで10-20倍程度である。
原材料
原料には汎用ポリスチレン(GPPS)が用いられる。ビーズ法(EPS)では、型内での予備発泡には水蒸気が用いられる。これは安価で熱効率が良く、PSが水蒸気を通しやすい性質から発泡剤への熱伝導が早い効果から採用されている。発泡剤にはPSの軟化点よりも沸点が低い炭化水素類（プロパン・ブタン・ペンタン・ヘキサン・ヘプタン・シクロヘキサンなど）を単体または混合して用いる。これら発泡剤の選択は、EPSの機械強度や寿命だけではなく発泡成形時のサイクルなどにも影響するため、適切な選択が必要になる。さらに、発泡時の合成樹脂可塑助剤として芳香族炭化水素（トルエン・エチルベンゼン）やハロゲン化炭化水素などを、気泡調整剤として塩素化ワックスなどを添加する場合もある。成形前にビーズ同士がひっつくことを予防するためには、複数の表面コーティング剤（ステアリン酸やロジンなどの金属石鹸、グリセリンやアマイドなど高級脂肪酸類、食用油類、タルクなど無機粉末、界面活性剤、他）を併用して用いる。
押出成形(XPS、PSP)では、均一で微細な気泡をつくるために、無機ではシリカやタルク粉末、有機ではクエン酸－重曹の併用や反応系化合物などが核剤として利用される。発泡剤は蒸発型（低沸点溶剤活用法）と分解型（化学反応ガス活用法）が使われるが、分解型は窒素や二酸化炭素など発生するガスがPSを透過しやすく発泡倍率を上げにくい。そのため蒸発型発泡剤が一般的に採用され、プロパンやブタンなど沸点が低い石油系炭化水素が主に使用されているが、燃えやすいため取扱いに注意が求められる。かつて使われていた塩化メチルやニ塩化メチレンなどの塩素化脂肪族炭化水素は難燃フォームを製造することが可能だが毒性が強く、フロン類は全廃された。この他にも、着色するための顔料類や、難燃化のための添加型難燃剤・助剤またはPSと反応させて改質する反応型難燃剤などが使われる。
製法・性能・用途
EPSでは、発泡剤を配合したPSの粒を用いる。あらかじめ予備発泡させ密度を60 - 100g/L程度にする手法と、予備発泡をさせない方法がある。これらを金型内に投入して加熱し、20 - 70倍に発泡させて成形する。加熱方法は金型に開けた小孔から水蒸気を吹き込む方法が多く、加熱温度が100℃程度だと高密度の、105 - 130℃程度だと低密度の発泡体が得られる。軽量であり断熱や緩衝性また印刷適性にも優れ、EPSは容器材料に用いられる例が多く、フィルムや段ボールなど他の素材と複合化して、水産・農業分野で広く採用されている。その他にも、衝撃性を生かしたヘルメットなど、難燃性を付与した建材分野、高い浮力から浮子や救命胴衣などに使われる中、1980年代後半頃から土木分野での各種工法が開発され需要を拡大している。
押出成形にて製造されるXPSは、押出機でPSと核剤およびその他の添加剤を加熱混練させ、シリンダー途中のメルトゾーンで発泡剤を注入し合成樹脂をゲル状にする。続けて温度管理を施しながらダイから押出し、連続的に成形する。発泡率30倍程度の独立気泡体が得られるが、特殊な成形法で2 - 3倍発泡体も製造される。厚物では丸太または厚さ150mm程度のボードが一般的で、これらに切断などの二次加工を施して成形品を仕上げる。厚物はほとんどの場合に土木建築用断熱材用途で使用され、薄物は木材代替としてディスプレイ用などに用いられる例が多い。
シート状のPSP成形はインフレーション法が用いられる。あらかじめ発泡剤を含浸させる二段法と、XPS同様に押出機中で注入する一段法がある。これをリング状のダイから円筒状に押し出し、マンドレルと呼ばれる筒の外側を沿わせながら発泡させた後にスリッターで縦に切り、2本または4本のロール状に巻き取る。これにより、真珠様の表面光沢に優れた主に10倍程度の薄い発泡シートが得られる。このシートは真空成形などで狙った形状に二次加工されるが、その際にはさらなる発泡が起こる。PSPはプリパッケージ用が需要の半分以上を占め、他も折り詰め箱やカップまたはトレイ状の包装材料の用途で使用される。断熱効果は限定的で、建築用にはほとんど採用されていない。

## ポリエチレンフォーム
PSフォームと比較し、吸水性が低く低温での脆性破壊が起きにくく、切削など二次加工が容易であり、また可撓性を持ちながら圧縮強度に優れるポリエチレンフォーム（PEフォーム）は、1958年にアメリカのダウ・ケミカルが高発泡の無架橋押出製造技術を確立、窒素含浸発泡は1960年にイギリスのExpanded Rubberが、発泡剤を用いる製法は1962年に日本の古河電工が開発した。以後、数多いメーカーによってPEフォームの製造方法やプロセス開発が進められた。
原材料
PEフォームには、低密度ポリエチレン、高密度ポリエチレン、リニアポリエチレンのいずれもが原料として使用され、さらにエチレン－酢酸ビニル共重合体(EVA)やエチレン－プロピレン共重合体も用いられる。発泡剤は、分解型有機系ではアゾジカルボンアミドやN,N-ジニトロソペンタメチレンテトラミンなど、揮発性ではブタンやペンタンなどの炭化水素類またはハロゲン化炭化水素類、不活性ガスでは二酸化炭素や窒素などが使われる。架橋発泡法における架橋剤には、ジクミルパーオキサイドなど有機過酸化物系が使用される。
製法・性能・用途
溶融発泡成形では、あらかじめPEに発泡剤など原料を混練したものを再度加熱する手法が取られる。架橋が必須となり、方法も電子線と化学架橋の二種類がある。発泡シートを得るには、あらかじめ各種原料をソリッドのシートとして成形し、次工程でこれに電子線を放射して架橋した後に加熱発泡させ連続的に成形する。加熱方法も縦置きの炉に上からシートを通して発泡させる形式と、混塩など熱媒で満たした浴槽に浸漬して発泡し洗浄工程を得て製品を得る形式がある。各種の断熱・シール用として土木建築分野で使用される他、パイプ状に二次加工が施され水道やエアコンなどの配管断熱材としても使われる。また、耐水性から水周りで使われる玩具類もPEフォームが採用される。
化学架橋では、架橋剤を添加したシートを用い、もっぱら横置きの炉が用いられる。自由発泡法は炉内で加熱する工程こそ支持用ベルトが設置されているが、発泡する部分はエアークッションでの垂れ下がり防止と自由回転ロールでの補助のみで、発泡は支持が無い自由な状態で行われる。ベルトコンベアー上発泡法は、無数の小穴がついたエンドレスベルトコンベアーの上で加熱発泡させる。これらのシートは気泡がシートの長手方向に延伸されるため、異方性を持つ。これもシートの特徴を生かした断熱用途や、独立気泡型ではサッシのガラス板止め目地にも用いられる。
化学架橋ブロック発泡は、一段法と二段法がある。一段法（加圧一段発泡法）では、テーパーがついた金型内部にコンパウンドされた各種原料を投入し、加熱加圧して発泡剤や架橋剤を分解させる。そして金型を開放すると発泡が一気に起こり、フォームが飛び出す。この方法では急激な発泡時にクラックが生じるため15倍を超える発泡品は得られない。二段法ではあらかじめ加熱加圧発泡を施した中間体を製造し、次に常圧下でさらに加熱して成形品を得る。これらブロック成形フォームは表面に気泡を含まない層が残るためスライスして用いなければならないが、逆に二次加工で寸法の調整が行われるために幅広い梱包用途で採用されている。
その他、以下のような製法がある。ビーズ法はEPSに準じ、成形装置は同じものが使える。架橋させない押出発泡法もXPSやPSPの方法で製造される。無架橋フォームは果物の包装用で広く用いられている。窒素ガス含浸法は、化学架橋させたPEシートを160℃下、密度380kg/ cm3の窒素ガスで4時間加熱加圧し、一旦除圧冷却後再び100 – 130℃に加熱して発泡シートを得る。この方法では均一な気泡フォームを得ることができ、異方性も抑えられる。

## ポリプロピレンフォーム

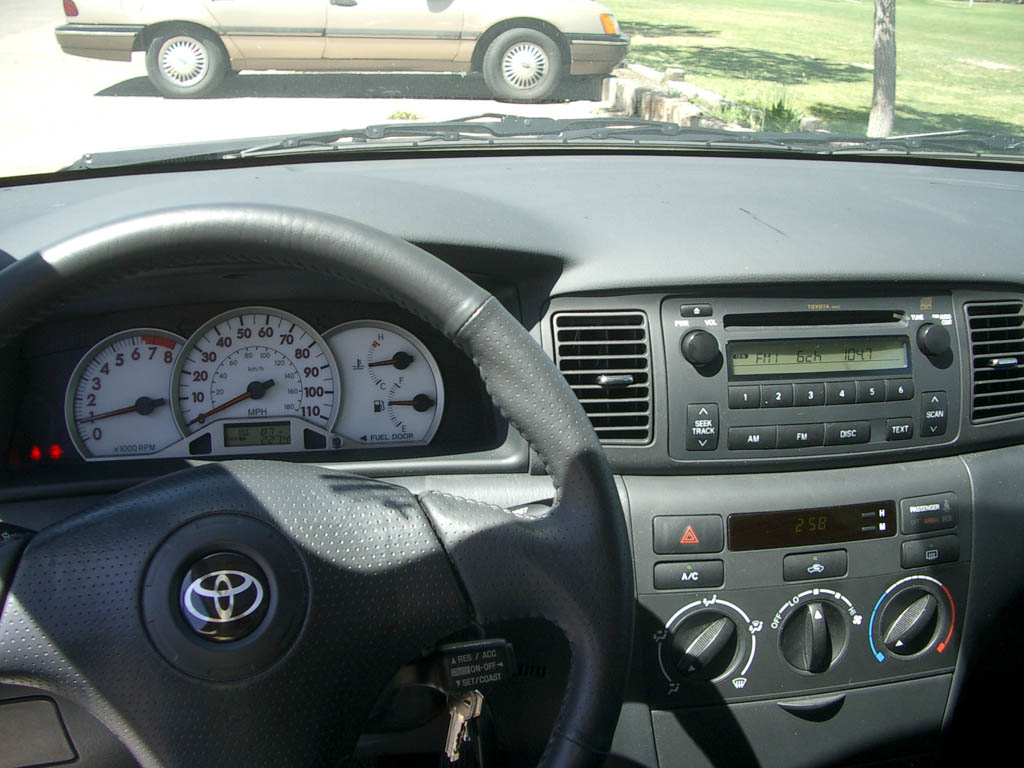
耐熱性、軽量さなどからPPフォームは自動車用ダッシュボードに採用される。

汎用樹脂を用いたもののうち、ポリプロピレンフォーム（PPフォーム）は比較的耐熱性が高い。PEよりも結晶化度が高いPPの発泡には混練や架橋の難しさや温度－粘度曲線の急激な変化など難点が多かったが、1969年にハーキュリーズが特殊な架橋剤を開発し、加圧発泡法による実用に耐えるスラブ状PPフォームの製造を開始した。1971年にはデュポンが押出発泡法によるシート成形を開始、1972年には東レが常圧下での放射線架橋フォームを開発し、1981年にはジェイエスピーがビーズ法の型内発泡成形(EPP)技術を確立した。
原材料
PPは加熱による粘度低下が急で、発泡壁形成が難しい。そのため架橋剤・架橋方法の選択が重要となる。放射線架橋では、ガンマ線放射などで生じさせたフリーラジカルを起点に架橋を起こさせるが、厚みのある製品には適応できない。化学架橋では、含有させた有機過酸化物を過熱で分解させて発生したラジカルを起点に架橋を起こし、多くの場合で多官能性モノマー（ジビニルベンゼン、アリルアクリレート、エチレングリコールジメタクリレートなど）を併用して架橋密度を上げる方法や、アジ化物を用いる方法、または官能基を持つモノマーと共重合させたポリプロピレンを用いる方法もある。なお、ビーズ発泡や押出発泡では架橋は行われない。
常圧発泡では、PP溶融温度よりも分解温度が高い分解型発泡剤を用いる必要があり、アゾジカルボンアミドなどが主に用いられる。これは加圧・押出発泡にも使われている。押出発泡やビーズ発泡では揮発型発泡剤が使われ、脂肪族炭化水素類やアルコールまたは不活性ガスが利用される。
製法・性能・用途
融点以上で急激な粘度低下を起こすPPで発泡体を得るには基本的に架橋が欠かせない。加圧発泡法は各種原材料を金型内部に密閉し、加熱加圧して化学架橋反応と発泡を起こして膨張させるバッチ製造法。金型によって発泡ガスの散逸が抑えられるため、スラブ状の高倍率発泡品が得られる。形状は金型に依存し、厚みのある成形が可能である。
押出発泡法は架橋をさせず材料を混練・溶融させた状態で口金から押出しながら発泡させ、連続的に成形する。揮発型発泡剤のみの使用では発泡体を得ることが難しく、デュポンは加熱したPPに可溶な溶媒を加えることで製造を可能にした。シート・板・棒状の成形品を得られるが大きなものは難しく、厚みは3mm前後が標準となる。成形品は打ち抜き加工やヒンジ特性が良好な（くり返しの開閉でも破断しにくい）ため、ボックスケースや通函など梱包・運搬用材料に使われる。
常圧発泡法は材料をシート状に押し出し、放射線または化学架橋をさせ、次に発泡剤の分解温度以上の熱をかけて発泡させることで、5mm厚程度のシート状成形品を得られる。架橋度を維持するために多官能性モノマーを使用する。このシートは深絞り成形が可能で、他の三大発泡プラスチックよりも耐熱性や耐薬品性に優れることから自動車内装のダッシュボードや天井材などに、また、低い吸湿性、高い断熱性、軽量な点から、目地材や断熱材などに使用される。使用量も多く、PPフォームの過半数は自動車用途に用いられる。
ビーズ発泡法ではEPSと同じくペレット状に押し出した材料を使用する。架橋は起こさず、揮発型発泡剤が用いられる。EPSや加圧発泡法同様、成形品の形状は金型に依存する。用途は耐熱性が若干求められる分野となり、梱包緩衝材の他に自動車のバンパーコア（芯材）や雑貨などにも使用される。

## EVA架橋発泡体
柔軟性と弾力に富むエチレン酢酸ビニル共重合体(EVA、Ethylene vinyl acetate)は、その特性から完全な独立気泡の発泡体（EVAフォーム）を得られるほか、極性基を持つことからゴム類など多くの材料との混合が可能な特殊なものとなる。主な成形法はカレンダーロールを用いたプレス架橋発泡成形であり、射出成形法も確立されている。
原材料
原料のEVAは、酢酸ビニル(VA)比率が中程度（14～28%）でメルトフローレート(MFR)が低いグレードが望ましい。高VA品は柔軟性が得られるが、MFRが高い品番同様ロール成形への適性が劣る。発泡剤はアゾジカルボンアミドやジニトロシペンタメチレンテトラミンなどが使われるが、発泡助剤を添加して分解温度を調整する必要がある。架橋剤にはジクミルパーオキサイドなど有機過酸化物が使用される。
EVAフォームの特徴である他材料の混合例では、物性や肌触りの向上やコストダウンを目指した充填材（炭酸カルシウム、シリカ、クレーなど）や、弾性や耐熱性改善のためのゴム類（天然ゴム、スチレン・ブタジエンゴム、エチレンプロピレンゴムなど）が挙げられる。また、顔料による着色も可能で、カラフルな製品を得られる。
製法・性能・用途
EVAフォームは、プレス架橋発泡成形法にて厚みを持ったシートが製造される。前工程としてニーダーやミキサーを用いて各原料を発泡剤や架橋剤の分解点より低い90 - 110℃にて短時間で混練し、低温のカレンダーロールで架橋も発泡も起こっていないシート状に成形する。これをプレス成形機にかけて架橋と発泡を行いつつ成形するが、この際に温度やプレス時間などの条件を細かく調整し、架橋を制御しなければならない。架橋が不充分だと気泡の大きさが均一にならず、離型性も低下する。逆に架橋が進みすぎると溶融粘度が高くなり、成形品にシワやクラックが入りやすくなる。このばらつきは肉厚が厚くなるとさらに顕著となる。得られたシートはスライスや打ち抜きなどの加工が施される。これらEVA架橋発泡体が最も使われる用途は履物であり、サンダル・スリッパ類からスニーカーのミッドソールなどに採用されている。
かつては射出成形への適用も行われ、型開きとともに複雑な形状のフォームを得られた。しかし、これは成形サイクルが3 - 5分と長かったうえ、寸法安定性にも劣ったことからコスト競争で苦戦し、ほとんど使われなくなった。

## PET樹脂発泡体
ポリエチレンテレフタレート(PET)の発泡品は、1960年代以降PETのシート化開発と平行して進展し、発泡フィルム製造法と押出成形法が工業化された。このような背景から、PET樹脂発泡体（PETフォーム）はシート状成形品が主流を占める。PETは高倍率発泡が難しく、ほとんどの場合フォームの発泡倍率は2倍以下に留まる。
原材料
発泡フィルム製造法では、主原料のPETに混入させた異種ポリマーや無機微粉末が発泡を促す。押出成形法では、分解型発泡剤として5-フェニルテトラゾーンやポリカーボネート(PC)を併用する。
製法・性能・用途
発泡フィルム製造法は、二軸延伸技術を基礎とした製法である。異種材料類を混入したPETフィルムを溶融押出成形法にて製造し急速に冷却すると、PETは結晶が進まないまま固化した状態に留まる。これを二軸延伸させると、PETフィルムはボイドを生じながら配向し、機械的性質が高まりながら微細な気泡を伴うフォーム化する。これを熱固定させる工程に通して高分子を結晶化させる。この製法で得られるフォームは発泡倍率は低いが光拡散効果に優れ、液晶ディスプレイ用バックライトの反射板などに使用される。
押出成形法は、基本的に他の合成樹脂と同じ手法が取られ、シート状の成形品が得られる。しかし直鎖状の分子構造を持つPETは溶融時の粘度および弾性が低く、安定した気泡を得にくい傾向にある。そのため分子量を高めた原料PETを用いる必要があるが、C-PETなどで採用される固相重縮合法では不充分であり、チェーンエクステンダーを使用したリアクティブプロセッシングによって変性し更なる高分子化が施されたPETが使われる。発泡成形は二段法と一段法があり、あらかじめ発泡剤を混入したPET樹脂を再度押出す一段法に比べ、押出機内で溶融状態の原料に発泡剤を圧入する一段法は厚さや比較的高い発泡倍率の製品を得ることができる。この製法で得られたシートはPSPなどと同様に二次加工が施されてトレイなど容器に使われるが、高分子化したPETの特性から耐熱性や断熱性に優れ、電子レンジなど加熱調理機器の使用に適応する。

## フェノールフォーム
フェノールフォーム（PFフォーム）は1940年代には開発され、ドイツの航空機にバルサの代替として用いられた。その後PURフォームが市場で大きく受け入れられて生産量はわずかに留まっていたが、1985年6月に準不燃材料試験方法が大幅に改訂され、日本ではPFフォームの優位が見直された。なお、ガラス繊維強化フェノール樹脂（PF-FRP）を多孔質体とみなし、広義のPFフォームに加える場合もある。
他有機物材料の中でPFフォームを上回る難燃性、耐熱性、低発煙性は現実的には無く、原料のホルムアルデヒド残留問題は解決している。しかしPFフォームは強度に劣り、また硬化剤の残留から酸性を示す点、および技術開発が浅く生産性やコストには改善の余地を残している。
原材料
フォーム用フェノール樹脂はノボラック型・レゾール型の両方とも利用される。発泡剤は、ノボラック型には熱分解型が使われ、フェノール型には以前はフロン類が用いられていたが研究開発の結果炭化水素類に切り替わった。ノボラック型は架橋剤としてヘキサメチレンテトラミンなどが使われる。その他の原料は、整泡剤としてシリコーン系化合物、発泡剤がレゾールや硬化剤との相溶性に劣る場合は界面活性剤が用いられる。PFは酸性であるため、用途によっては亜鉛やアルミ粉末などを加える場合もある。
製法・性能・用途
ノボラック型PFフォームの原料は固体であり、これに架橋剤や発泡剤などを加えコンパンウンドした粒状体を金型またはプレスにて加熱加工する。化学プラントのパイプカバーなど工業用途にて採用されるが、建築分野ではあまり使われていない。
レゾール型は硬質PURフォームと同様に多様な製造方法が取られる。ブロック発泡法は用途例が少ないが、華道の剣山用フォームは連続気泡をつくるためにアニオン系界面活性剤などを加えてこの方法で作られている。注入発泡法ではオープンモールドからクローズトモールドまで利用され、サンドイッチパネル類の製造に用いられる。同じサンドイッチ構造を得るには、生産性が高い連続ラミネート法が主流を占める。現場発泡は硬質PURフォームと同じ建設分野の断熱剤用途のうち、難燃性が特に求められる箇所で採用されている。

## その他

### シリコーンフォーム
シリコーンフォーム（SIフォーム）の開発は、1975年にアメリカで起こったブラウンズフェリー原子力発電所の火災事故を契機に始まった。貫通孔のシールに難燃性硬質PURフォームを使用していた発電所は、気密性の確認にろうそくをかざして炎のゆれを目視する手段を取っていたが、この炎がフォームに引火して大火災となり、総額2億ドルに達する損害を被った。これを受けてアメリカ合衆国原子力規制委員会は使用材料に3年間の耐火性を備える指針ASTM-E119を設け、この規格を満足する材料としてダウ・コーニングが常温硬化(RTV)型SIフォームを開発した。
高比率の無機充填剤を加えたシリコーンオリゴマーを白金やロジウム系触媒存在下で混合し、重合とともに発泡させるSIフォームは現場施工に対応し、またブロック発泡も可能である。独立気泡でゴム弾性を持ちながら、酸素指数値30 -40でUL規格V-0を取得したSIフォームは優れた難燃性と耐炎性を持ち、プラントやビルの貫通孔充填剤として、また航空宇宙工学分野でも使用されている。

### ポリ塩化ビニルフォーム
熱可塑性汎用樹脂の中で最も古く工業生産が始まった塩化ビニル(PVC)は、1940年代にはフォーム（PVCフォーム）が上市された。初期は可塑剤を用いた連続気泡の軟質PVCフォームが普及し、以後に独立気泡や硬質PVCのフォームも開発され、発泡倍率も多様に揃った。
PVCフォームは主に有機または無機の分解型発泡剤や、安定剤、不燃特性を与えるための充填剤、着色剤などを加えたPVCを加熱発泡させる。懸濁重合PVCを用いる場合は溶融発泡成形法を用いて成形される。それに対し乳化重合PVCは直径数ミクロンの微細粒子状（ペーストレジン）の形状を利用し、これを可塑剤に溶かして流動性を持たせ、型やシート上で加熱して発泡成形することができる。軟質PVCフォームはパッキングやレザー、壁紙、床材、印材などで用いられる。硬質PVCフォームは断熱材用や建材、家具などで利用される。

### ユリアフォーム
熱硬化性樹脂のユリア樹脂（尿素樹脂 - UL）は古くから開発されフォームもコルク代替として製造されていたが、建築物の断熱材には現場発泡法が開発されたにもかかわらず硬質PURフォームが主流を占め、また元々強度や衝撃強さに劣り加水分解することも広い普及への阻害となり、限定的な採用に留まっている。
1970年代にドイツのBASFが親水性と分解性を逆手に土壌改良分野での用途開発を進め、1972年にオリンピックが開催されるミュンヘンの都市緑化に使用された。競技場周辺の植栽時に土壌に注入され、保水性と通気性を高めニレなど樹木の育成に効果を上げた。これら農業分野での展開は芝育成土壌や寒冷期に樹木の根を守る断熱材という検討がなされたが、用途の広がりには至っていない。

### アクリルフォーム
アクリルフォームは強靭で耐光性に優れた性質を持ち、耐薬品性にも優れる。積水化学工業やドイツのローム(Röhm)が実用化した。経済性から普及は限定的だったが、接着用両面テープ基材などに使用される。

### ポリイミドフォーム
ポリイミド(PI)を用いたフォームは、素材の特性を生かした耐熱・耐寒性を特徴とし、また難燃性や吸音性も有している。1968年頃から芳香族ジカルボン酸無水物に、芳香族ジアミンもしくは芳香族ジイソシアナートを反応させ、得られた中間体を電子オーブンで加熱して発泡させたブロックを切削して成形する。船舶や自動車およびなどでエンジンの吸音と断熱用途の他に、音響機器分野や航空宇宙工学分野でも用いられる。

### EPDMフォーム
エチレンプロピレンジエンゴム（EPDM）を発泡させたEPDMフォームは不飽和基を持たず、耐候性や耐オゾン性に優れる。難燃化が容易で、気密・水密などシール性に優れる性質も備えている。この点から、電子電器機器、自動車、建築分野などにて防水・気密・断熱用材料として採用される。

## 課題

### フロンガス問題
ビーズ発泡PSフォームを除き、気泡形成を行なうには、かつてフロンガスが大量に使われ、特に特定フロンと呼ばれるオゾン層破壊に強い影響を与えるCFC-11、CFC-12、CFC-113が利用されていた。1989年の推計では発泡用に使われる特定フロンの22%、CFC-11に限れば72%が発泡用で消費された。これらはフロン使用禁止法令の施行に伴い代替フロンや発泡剤ガスおよび炭化水素類に切り替わっている。最終的には一部実用化しているイナートガス（不活性ガス）への変更が望まれている。
その一方で、かつて建築用断熱材の現場施工で用いられた材料には気泡内にフロンガスが残留し、時を経て大気中に放散されている問題もある。日本政府は解体工事において、現場吹き付けの硬質PURフォームはフロンを含むものという前提を置き、またブロック発泡PSフォームについても製造会社や製品名を事前調査し、適切な回収処理に当たるよう指針を出している。回収後、フロンごと、または分離処理されてから破壊処理が行われる。

### 再利用問題
合成樹脂はごみではなく石油化学資源として再利用しなければならない。1992年11月には日本・アメリカ・ドイツ・オーストラリアの4カ国がPSフォームのリサイクルについて情報交換を密にして積極推進することで合意するなど、国際的な枠組みでも取り組みが行われている。一般に見られる白いPSフォーム（発泡スチロール）は着色料や加工助剤などが使われていないため、再利用には適した材料である。
PSフォームは、家電用は販売店を、魚箱用は公共卸売市場を通したリサイクルシステムが構築され、PSPではスーパーマーケットや消費者団体または自治体が主体となった回収が浸透している。運送効率を向上させるスクラップの減容も、加熱し半溶融状態にするなどの方法が取られ、1/20 - 1/50への体積圧縮が施される。PSフォームのマテリアルリサイクルとサーマルリサイクル合計の再生利用率は80 %を超える。
その一方で水に浮くという性質から目立つ漂流・漂着ごみとなり、さらに自然分解されず生態系への影響が懸念されるとして、海洋汚染問題の原因ともなっている。

### 火災問題
1995年栃木県で起こった多目的ホール建設工事の火災、2003年のロードアイランド州ナイトクラブ火災、2009年の中央電視台電視文化センター火災と、当断熱材料の燃焼による火災となった例が多く報告されている。労働省は工事計画や施工において火災発生を防止する対策を関係団体に要請するなど対応を取っているが、難燃加工が施されていないものを使用したり、ファイヤーストップ機能を備えない設計がなされた既存建築物なども多く、潜在的な問題が残されている。また、日本工業規格SA1321難燃性3級準拠のものでも特定の条件下では燃焼する可能性があり、火気管理の徹底が求められている。